# WrestleMania
Cet article concerne le show de catch produit par la WWE. Pour la série de jeux vidéo, voir WWE WrestleMania (série de jeux vidéo).
WrestleMania est un événement annuel de catch organisé fin mars ou début avril par la World Wrestling Entertainment (WWE) et précédemment connue sous le nom de World Wrestling Federation (WWF).
Il s'agit du plus grand spectacle de catch au monde, et ceci tant de par sa notoriété que par les profits qu'il engendre (en effet, WrestleMania XXIV, tenu en 2008, a rapporté près de 24 millions de dollars). WrestleMania est surnommé « The Grandest Stage of Them All » (« La plus grande scène de toutes »), mais aussi « The Showcase of the Immortals » (« La vitrine des immortels »). Le premier show du nom date du 31 mars 1985, et quarante-et-une éditions consécutives ont eu lieu depuis cette date.
WrestleMania a grandement aidé à la popularité du catch professionnel, mais également à l'accession de la WWE au rang de première fédération de catch au monde. Le spectacle a aussi facilité la découverte de nombreux catcheurs comme l'Undertaker, Shawn Michaels, Hulk Hogan, Bret Hart, Stone Cold Steve Austin, le Rock, Triple H, Batista, John Cena, et bien d'autres. De nombreuses stars telles que Mohamed Ali, Ronda Rousey, Floyd Mayweather, Mr. T, Alice Cooper, Lawrence Taylor, Pamela Anderson, Mike Tyson, Snoop Dogg, Raven-Symoné, Kim Kardashian, Mickey Rourke, Jenny McCarthy, Snooki,ou encore Donald Trump ont participé au show, que ce soit sur le ring ou par de simples apparitions durant l'événement. Une participation à un match de WrestleMania, et plus particulièrement à la rencontre phare, le "Main Event", est considérée par beaucoup de catcheurs et de fans comme l'un des plus grands accomplissements d'une carrière et comme un symbole de réussite dans le catch professionnel.
Le tout premier WrestleMania a été organisé au Madison Square Garden de New York, tout comme par la suite les 10e et 20e éditions. Mais l'un des faits les plus marquants de l'histoire de WrestleMania reste sa 32e édition : WrestleMania 32 a été organisé à l'AT&T Stadium à Arlington, dans l'État du Texas et a eu un énorme succès, allant jusqu'à battre un record, celui de la plus grande affluence pour un spectacle de la WWE, avec 101 763 spectateurs (93 370 selon Dave Meltzer), dépassant les 93 173 spectateurs de WrestleMania III. Le record de la plus grosse affluence pour un spectacle sportif en intérieur reste tout de même détenu par le NBA All-Star Game 2010, tenu au Cowboys Stadium le 14 février 2010 devant 108 713 spectateurs. Seules deux éditions de WrestleMania ont eu lieu en dehors du territoire des États-Unis, les deux se déroulèrent à Toronto, au Canada.

## Années 1980

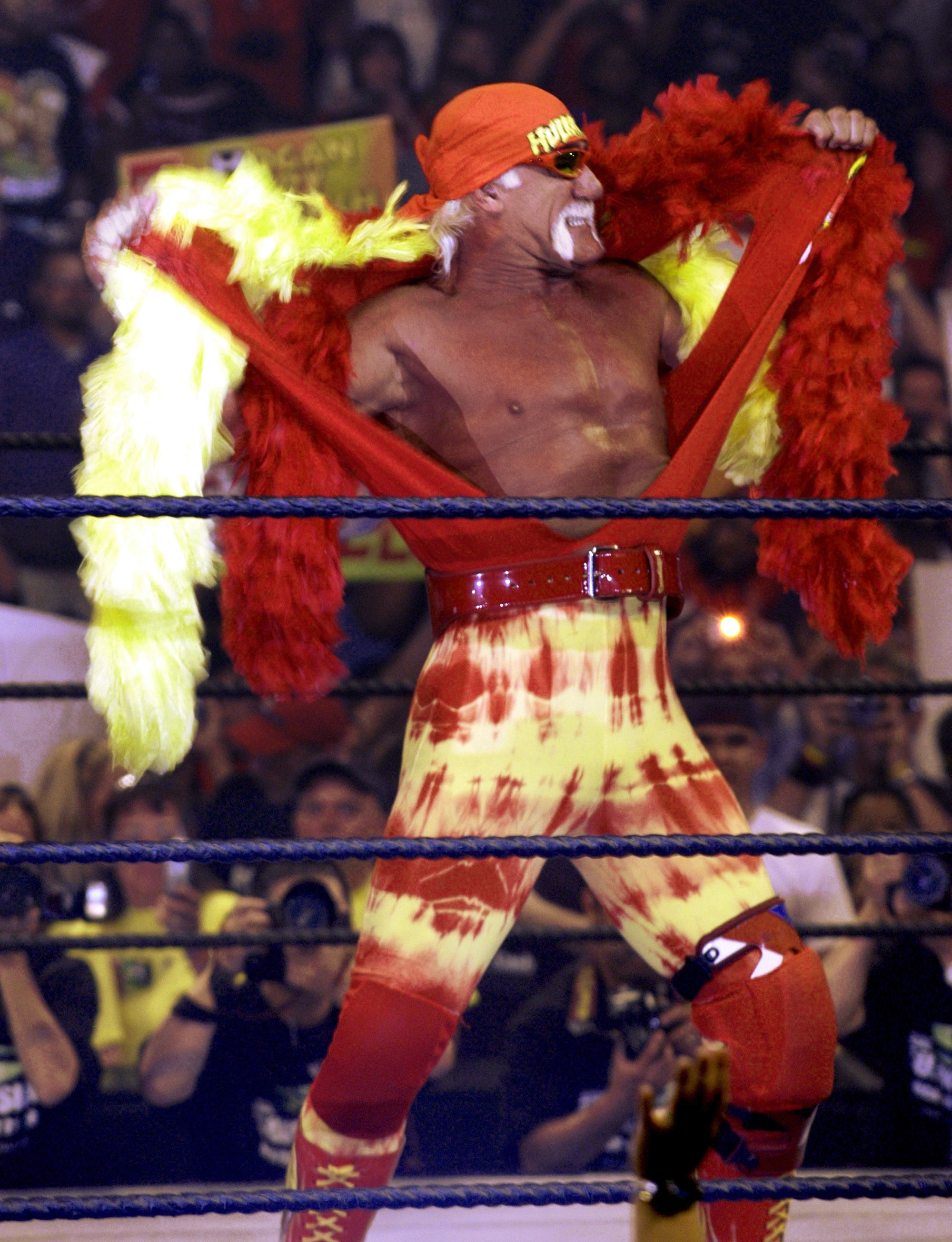
Hulk Hogan, l'une des figures emblématiques de WrestleMania.

La World Wrestling Federation organise le tout premier WrestleMania le 31 mars 1985 au Madison Square Garden de New York City. Le Main Event est un Tag Team match opposant l'équipe du champion WWF de l'époque, Hulk Hogan et l'acteur américain Mr. T, tous deux accompagnés de "Superfly" Jimmy Snuka, face à l'équipe composée de Roddy Piper et Paul Orndorff, accompagnés du Cowboy Bob Orton. Le succès financier et critique de l’événement assure alors à la WWF le statut de la promotion la plus fructueuse aux États-Unis, dépassant ses concurrents directs de l'époque comme la National Wrestling Alliance ou encore l'American Wrestling Association.
WrestleMania 2 se déroule dans trois endroits distincts à travers les États-Unis : le Nassau Veterans Memorial Coliseum à Uniondale, New York, le Rosemont Horizon à Rosemont, Illinois, et enfin la Los Angeles Memorial Sports Arena à Los Angeles, Californie. De multiples matchs se déroulent qui mènent à trois Main Event différents : à Los Angeles, le champion du monde poids-lourd de la WWF, Hulk Hogan, bat le challenger, King Kong Bundy, dans un Steel Cage match ; à Rosemont, The British Bulldogs (l'équipe de Davey Boy Smith et du Dynamite Kid), accompagnés de Ozzy Osbourne et Lou Albano, défont The Dream Team (l'équipe de Greg Valentine et de Brutus Beefcake, accompagnés de Johnny V, pour remporter les ceintures par équipe de la WWF ; et à Uniondale, Mr.T défait "Rowdy" Roddy Piper dans un match de boxe.
Le record du monde de la plus grande affluence dans une salle est battu lorsque 93 173 spectateurs assistent à WrestleMania III, qui reste encore aujourd'hui le record d'affluence pour un événement payant dans l'histoire du catch professionnel. Cet événement est très souvent considéré comme étant le firmament du « 1980s professional wrestling boom (en) » (le « boom » du catch des années 1980). Le Main Event oppose alors Hulk Hogan, défendant le championnat du monde poids-lourd de la WWF, à André le Géant. Le moment où Hogan porte un Body slam à André est devenu un des moments les plus célèbres de l'histoire du catch professionnel. Le match entre le champion Intercontinental Randy Savage et Ricky Steamboat a également gagné une certaine popularité.
WrestleMania IV a eu lieu le 27 mars 1988 au Boardwalk Hall d'Atlantic City dans le New Jersey. Brutus Beefcake affronte le Honky Tonk Man qui détient alors le WWF Intercontinental Heavyweight Championship. Ce dernier perd par disqualification lorsque Jimmy Hart frappe l'arbitre avec son mégaphone, permettant au Honky Tonk Man de garder sa ceinture malgré la défaite. Le Main Event voit la victoire du Macho Man Randy Savage, accompagné par Hulk Hogan et Miss Elizabeth, face à Ted Dibiase, accompagné quant à lui de André le Géant, qui remporte le WWF World Heavyweight Championship alors vacant.
L'année suivante, WrestleMania V a lieu au même endroit que la précédente édition, au Boardwalk Hall. C'est lors de cette édition que le futur Mr. WrestleMania, Shawn Michaels y dispute son premier match, en compagnie de son coéquipier de l'époque, Marty Jannetty, match qui se solde par une défaite des Rockers (l'équipe de Michaels et Jannetty) face aux Twin Towers, équipe composée d'Akeem et du Big Boss Man. Le titre intercontinental est quant à lui remporté par Rick Rude, alors accompagné de Bobby Heenan, après sa victoire face à The Ultimate Warrior, et le Main Event oppose Hulk Hogan, vainqueur du match et d'autre part du titre WWF, à Randy Savage, son ancien coéquipier.

## Années 1990
WrestleMania VI est le tout premier WrestleMania à se dérouler hors des États-Unis. Il a lieu au Skydome, à Toronto, Ontario, Canada. Dans le Main Event, The Ultimate Warrior remporte le championnat du monde poids-lourd de la WWF face à Hulk Hogan.
WrestleMania VII1990 est à l'origine prévu pour se dérouler au Los Angeles Memorial Coliseum, mais est déplacé dans un lieu adjacent, au Los Angeles Memorial Sports Arena pour des raisons de sécurité dues à la guerre du Golfe. Le spectacle voit Hulk Hogan faire face au Sgt. Slaughter dans le Match Vedette de l’événement, pour le WWF World Heavyweight Championship, tandis que l'Undertaker fait à son tour ses débuts à WrestleMania en battant sa première victime, "Superfly" Jimmy Snuka. Depuis ce WrestleMania, il resta invaincu (The Streak) jusqu'à WrestleMania XXX. Cette série de victoires est classée en 7e position, par The Daily Mirror, des plus grandes séries de victoire dans l'histoire du sport, et la seule série de victoires de cette liste qui provient du catch professionnel.
L'année suivante a lieu WrestleMania VIII, se déroulant au Hoosier Dome d'Indianapolis, dans l'Indiana, le Main Event de ce spectacle est la confrontation dans le match final entre Hulk Hogan et Sid Justice ; match qui se termine par une disqualification de Sid Justice. Le match pour le championnat Intercontinental de la WWF a opposé le champion Roddy Piper à Bret Hart, vainqueur et nouveau champion. Le match pour le championnat de la WWF a vu Randy Savage battre Ric Flair, alors champion en titre.

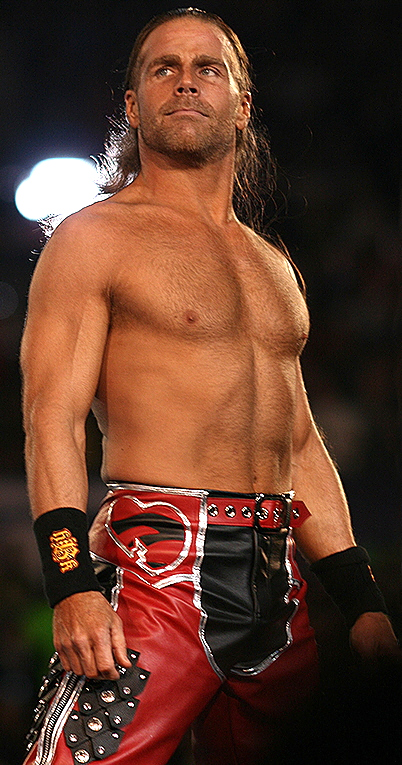
Shawn Michaels, surnommé Mr.WrestleMania, à WrestleMania XXIV.

WrestleMania IX est le premier WrestleMania de l'histoire à être donné en extérieur ; il se déroule au Caesars Palace à Las Vegas, Nevada, et y emprunte la tonalité classique/romaine caractéristique de l'évènement. Le Main Event est le Match Vedette le plus court de l'histoire de WrestleMania (seulement 21 secondes !) lors du match opposant Hulk Hogan, vainqueur de ce match et par ailleurs nouveau champion poids-lourd de la WWF, et Yokozuna).
La 10e édition de WrestleMania X voit le retour du spectacle dans la salle de ses débuts, le Madison Square Garden de New York. WrestleMania X voit la victoire d'Owen Hart sur son frère aîné, Bret, mais aussi la victoire de Razor Ramon sur Shawn Michaels dans un ladder match pour l' Intercontinental Championship. Ce match de l'échelle est élu PWI Match of the Year selon le Pro Wrestling Illustrated, et reçoit 5 étoiles de la part de Dave Meltzer, membre du Wrestling Observer Newsletter.

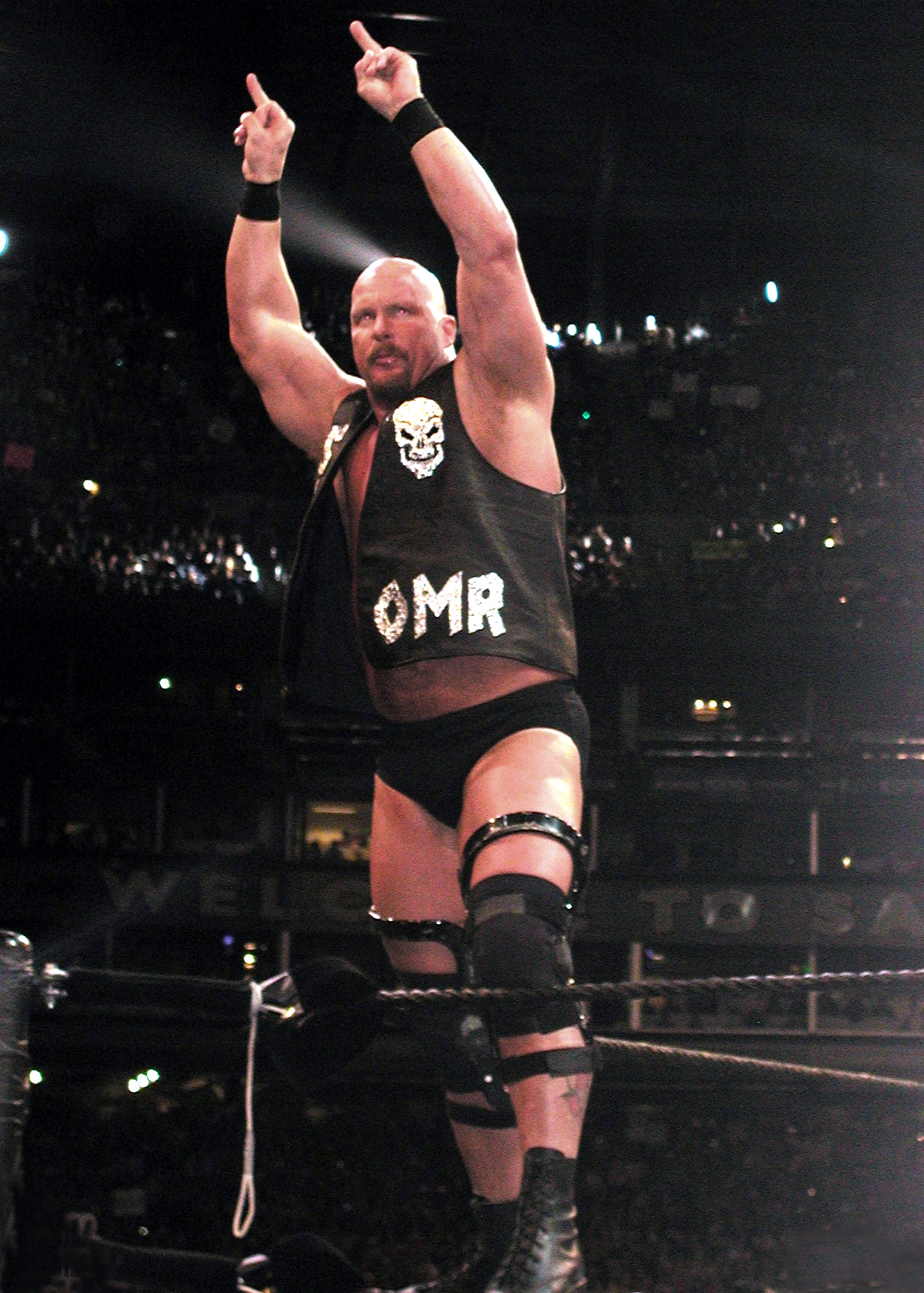
Stone Cold Steve Austin, l'un des piliers de l'Ère Attitude démarrée à WrestleMania XIV.

WrestleMania XI, se déroulant au Hartford Civic Center d'Hartford dans le Connecticut, voit la victoire de Diesel sur Shawn Michaels pour sacrer une nouvelle fois Diesel champion du monde poids-lourd de la WWF. Le Main Event oppose Lawrence Taylor, ancien joueur de la NFL, à Bam Bam Bigelow, accompagné du "Million Dollar Man" Ted Dibiase, affrontement remporté par l'ancien joueur de football américain.
Lors de WrestleMania XII, qui se déroule en l'Arrowhead Pond d'Anaheim en Californie, Shawn Michaels bat Bret Hart dans un Iron Man match de 60 minutes pour devenir pour la première fois champion du monde poids-lourds de la WWF. Ce match est depuis lors le plus long de l'histoire de WrestleMania avec au compteur 1 heure, 1 minute et 52 secondes.
S'ensuit WrestleMania 13, qui se déroule au Rosemont Horizon pour la seconde fois. Le Main Event voit la sixième victoire de l'Undertaker, cette fois sur Sycho Sid. Un match sanglant opposant Bret Hart et Stone Cold Steve Austin y a également eu lieu.
À WrestleMania XIV, qui prend place au FleetCenter de Boston dans le Massachusetts le 29 mars 1998, Stone Cold Steve Austin bat Shawn Michaels pour devenir le nouveau champion du monde poids-lourds de la WWF dans un match où Mike Tyson est special enforcer. Bien que Tyson semble allié à Michaels et à son équipe, la D-Generation X, Tyson révèle au cours du combat qu'il est en réalité allié à Stone Cold Steve Austin, faisant le tombé et déclarant Austin vainqueur. Cette trahison est connue pour être le déclencheur de « L'Attitude Era ».
L'année suivante est organisé WrestleMania XV, qui se déroule dans le First Union Center de Philadelphie, Pennsylvanie ; premier WrestleMania ayant proposé un Hell in a Cell match, il oppose l'Undertaker (accompagné de Paul Bearer), au Big Boss Man, match remporté par l'Undertaker. Austin défait The Rock dans le Main Event de la soirée, arbitré par Mankind, pour remporter la ceinture de champion WWF. Cet affrontement marqua le premier combat à WrestleMania entre Stone Cold Steve Austin et The Rock dans la rivalité de deux des stars les plus populaires de l'Attitude Era.

## Années 2000
Le tout premier WrestleMania des années 2000 (WrestleMania 16) est nommé WrestleMania 2000 et est organisé dans au Arrowhead Pond d'Anaheim en Californie, dans la continuité de l'Attitude Era démarrée à WrestleMania XIV. On organise alors le tout premier Triangle Ladder match de l'histoire pour les WWF Tag Team Championship, incluant les Hardy Boyz, les Dudley Boyz ainsi que l'équipe d'Edge et Christian lors de ce spectacle, match remporté par l'équipe d'Edge et Christian après qu'ils ont décroché les ceintures. Le main event oppose le champion WWF, Triple H, accompagné de Stephanie McMahon, à The Rock accompagné de Vince McMahon, The Big Show accompagné de Shane McMahon, ainsi que Mick Foley accompagné de Linda McMahon. Ce Fatal Four Way pour le titre est remporté par Triple H, qui conserve donc sa ceinture.

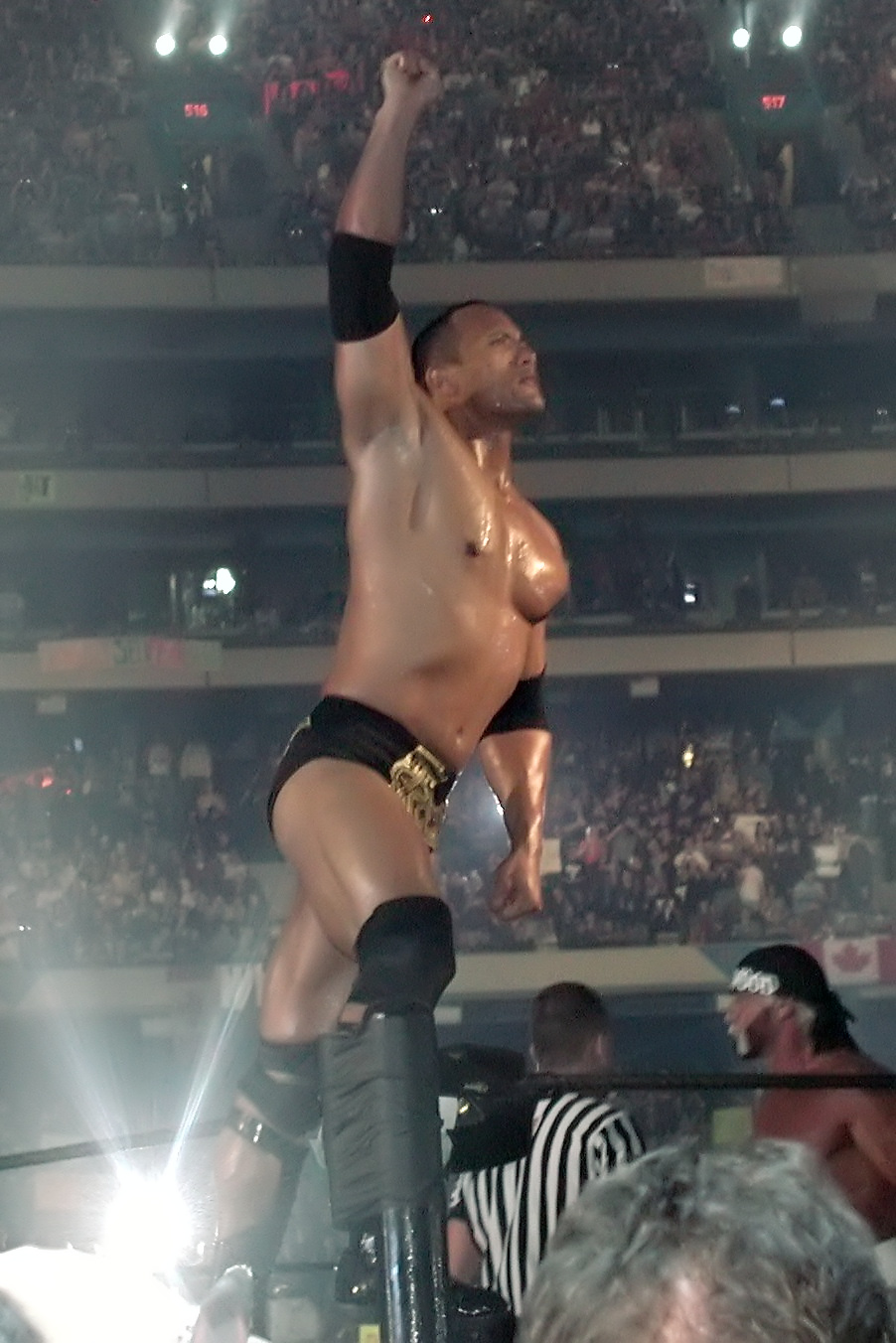
The Rock lors de son entrée à WrestleMania X8.

WrestleMania X-Seven est organisé le 1er avril 2001 au Reliant Astrodome de Houston, Texas. Tout premier WrestleMania à s'être déroulé au Texas, il est considéré, par beaucoup de fans, comme étant l’événement qui a conclu le chapitre de l'« Ère Attitude » à la World Wrestling Federation. Lors de ce spectacle est organisé un street fight match, opposant Vince McMahon à son fils, Shane McMahon, mais aussi le second Tables, Ladders, and Chairs match de l'histoire, dans lequel Edge et Christian remportent les WWF Tag Team Championship face aux Hardy Boyz et aux Dudley Boyz dans une revanche du précédent WrestleMania. Le Main Event du spectacle opposa Stone Cold Steve Austin à The Rock pour le WWF Championship, une revanche de WrestleMania XV qui pourtant aura la même conclusion : Stone Cold Steve Austin remportant la victoire et devenant le nouveau champion WWF. Ce spectacle est considéré par beaucoup comme l'apogée de l'Attitude Era, mais aussi comme sa fin : C'est en effet le premier WrestleMania organisé après la dissolution de la compagnie rivale de la WWF, la World Championship Wrestling (WCW), qui marque la fin des Monday Night Wars.
WrestleMania X8, organisé le 17 mars 2002 au SkyDome de Toronto, Canada, est le dernier WrestleMania sous la dénomination « WWF ». Stone Cold Steve Austin défait Scott Hall, accompagné de Kevin Nash de la nWo, The Rock bat Hollywood Hogan dans l'affrontement « Icon vs. Icon », l'Undertaker défait Ric Flair, lors de cette soirée, tandis que le Main Event voit Triple H défaire Chris Jericho pour remporter l'Undisputed WWF Championship.
WrestleMania XIX, organisé au Safeco Field de Seattle dans l'État de Washington, voit The Rock défaire Stone Cold Steve Austin ; il s'agit du dernier match de Stone Cold Steve Austin et par ailleurs le troisième et dernier affrontement à WrestleMania entre ce dernier et The Rock, marquant ainsi la fin de leur longue rivalité. Mais on voit aussi Hulk Hogan défaire Vince McMahon, et Shawn Michaels participer à son premier WrestleMania depuis cinq ans, pour finalement défaire Chris Jericho, lors de ce show. Le World Heavyweight Championship — titre phare de l'ancienne WCW — est défendu pour la première fois à WrestleMania lorsque Triple H remporte son match face à Booker T pour garder la ceinture. Enfin, le Main Event oppose Brock Lesnar à Kurt Angle, remporté par Brock Lesnar qui devient le nouveau champion WWE.
La World Wrestling Entertainment célèbre la 20e édition de WrestleMania en l'organisant au Madison Square Garden, où WrestleMania I et WrestleMania X ont eu lieu, le 14 mars 2004. Lors de ce show, l'Undertaker revient à sa gimmick de "Deadman", après son personnage "American Bad Ass", pour finalement défaire Kane. On voit également la victoire d'Eddie Guerrero sur Kurt Angle pour conserver le WWE Championship, et en Main Event, Chris Benoit qui défait Triple H et Shawn Michaels dans un Triple Threat Match, pour remporter le World Heavyweight Championship. C'est lors de ce WrestleMania que The Rock a son dernier match à la WWE dans un match par équipe : avec Mick Foley, il est opposé au clan de l'Evolution composé de Batista, Randy Orton et de Ric Flair lors du match. C'est là également le dernier match à la WWE pour Brock Lesnar et Goldberg avant 2017. Le WWE Hall of Fame annuel fait sa réapparition sous forme d'une soirée d'introduction des nouvelles légendes la nuit précédant WrestleMania.

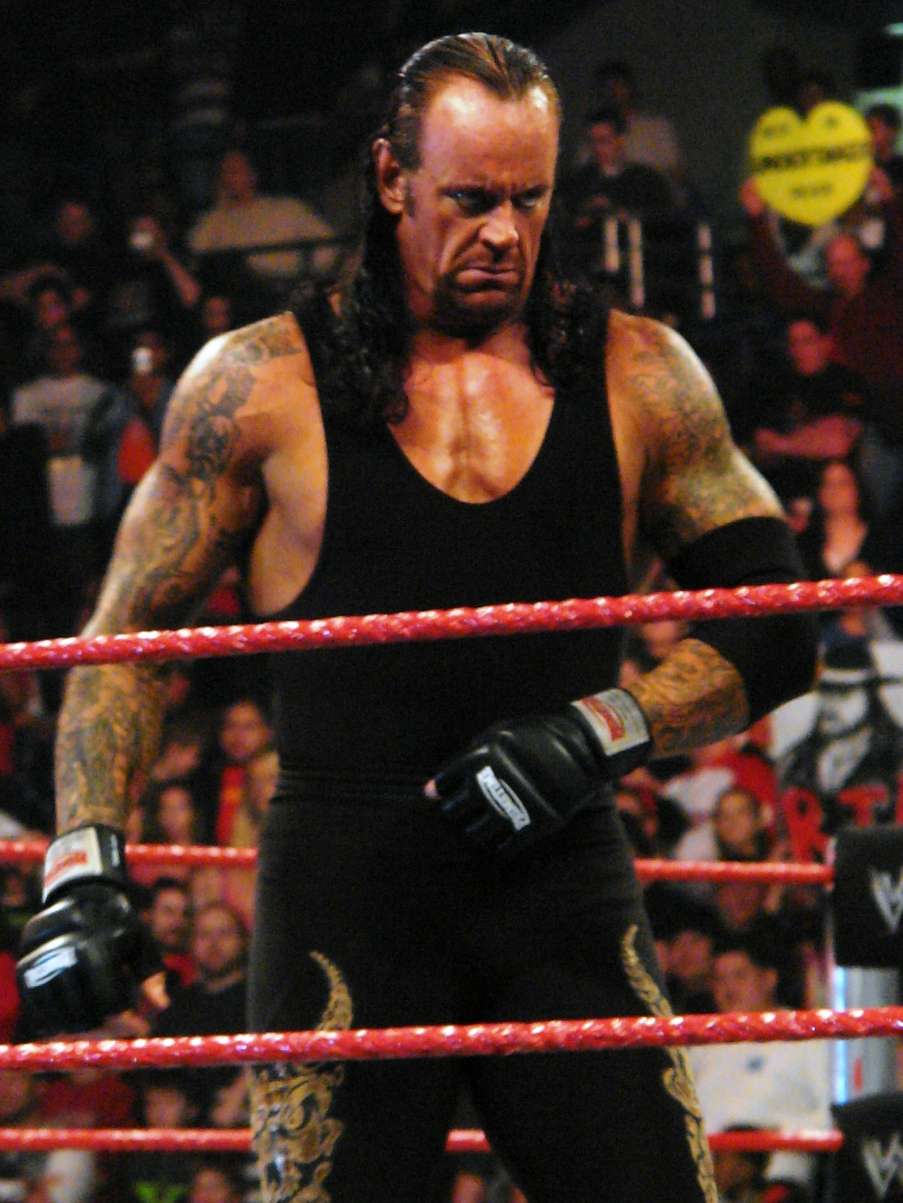
The Undertaker détient un record de 27 participations à WrestleMania ayant remporté 25 victoires en 2 défaites.

À WrestleMania 21, organisé au Staples Center de Los Angeles en Californie, est introduit le concept de Money in the Bank Ladder match : six hommes s'affrontent à la fois dans un match de l'échelle. Edge remporte ce Money in the Bank Ladder match, gagnant ainsi un match de championnat pour la ceinture de son choix, lors du show WWE de son choix, et ceci valable un an, face à Chris Jericho, Chris Benoit, Shelton Benjamin, Christian (accompagné de Tyson Tomko), et Kane. Le match opposant Kurt Angle à Shawn Michaels est vivement applaudi par la foule et salué par la critique puisqu'il est élu « PWI Match of the Year 2005 » par le Pro Wrestling Illustrated,. John Cena remporte le WWE Championship pour la première fois de sa carrière face à John « Bradshaw » Layfield, et lors du Main Event, Batista remporte quant à lui le WWE World Heavyweight Championship face à Triple H. Le spectacle voit le retour de Steve Austin à WrestleMania lors du Pipper's Pit organisé par « Rowdy » Roddy Piper. Il s'agit du tout dernier WrestleMania d'Eddie Guerrero, avant son tragique décès dans le courant de l'année.
WrestleMania 22, organisé au Allstate Arena de Chicago dans l'Illinois, voit le retour du Money In the Bank Ladder match, remporté par Rob Van Dam face à Shelton Benjamin, Ric Flair, Finlay, Matt Hardy et Bobby Lashley. L'Undertaker défait Mark Henry tandis que Rey Mysterio remporte le WWE World Heavyweight Championship, grâce à sa victoire dans le Triple Threat Match sur Randy Orton et Kurt Angle, le champion sortant. John Cena remporte le championnat de la WWE lors du Main Event qui l'oppose à Triple H.
Une nouvelle fois, le Money In The Bank Ladder match est reconduit lors de WrestleMania 23, organisé au Ford Field de Détroit dans le Michigan, et voit la victoire de Mr. Kennedy sur ses sept autres opposants : Edge, CM Punk, King Booker (accompagné de Sharmell), Jeff Hardy, Matt Hardy, Finlay et Randy Orton pour le tout premier Money In The Bank Ladder match à 8 de l'histoire. Un match « Battle of the billionaires » (« La bataille des millionnaires ») arbitré par Stone Cold Steve Austin est organisé, opposant Umaga à Bobby Lashley, le premier représentant Vince McMahon, le second représentant Donald Trump. La stipulation choisie était un Hair vs Hair match et c'est Bobby Lashley qui remporte la victoire pour permettre à Trump de raser le crâne de Vince McMahon. Plus tard dans la soirée, Batista est opposé à l'Undertaker pour le World Heavyweight Championship, mais c'est l'Undertaker qui remporte la ceinture, amenant sa « Streak » à 15 victoires pour aucune défaite. Le Main Event de la soirée voit John Cena défendre son titre WWE avec succès face à Shawn Michaels. C'est le tout dernier WrestleMania de Chris Benoit avant son décès controversé dans le courant de l'année.

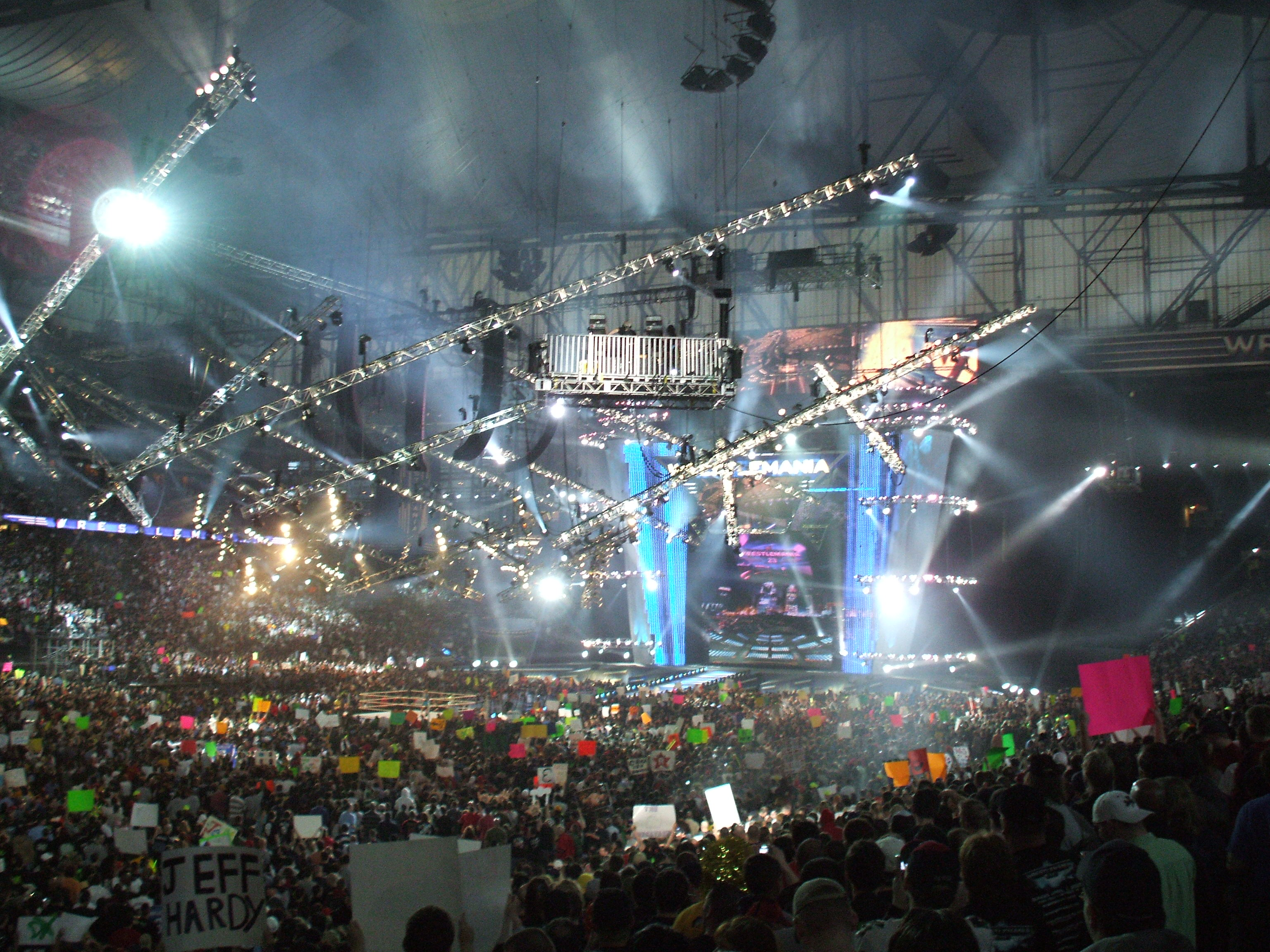
Une affluence notable de 80 103 spectateurs au Ford Field pour WrestleMania 23.

WrestleMania XXIV a lieu le 30 mars 2008 au Citrus Bowl d'Orlando en Floride. C'est le second WrestleMania, après WrestleMania IX, à se dérouler en plein air. Il y a seulement 7 participants au Money In The Bank Ladder match et c'est CM Punk qui remporte le match et la mallette. C'est lors de ce WrestleMania que le record du match le plus court de l'histoire du spectacle est réalisé, lorsque l'ECW Championship est défendu pour la première fois à WrestleMania. Kane devient le nouveau champion de l'ECW grâce à sa victoire sur Chavo Guerrero en seulement huit secondes. Le Triple Threat Match pour le championnat de la WWE oppose Randy Orton, vainqueur du match et donc toujours champion, à Triple H et John Cena. Le célèbre boxeur Floyd Mayweather, Jr. prend part à un match face au Big Show, opposition remportée par le boxeur professionnel. Ce pay-per-view marque la fin de la carrière de Ric Flair à la WWE, battu par Shawn Michaels dans un Career Threatening Match. Tandis que l'Undertaker remporte le World Heavyweight Championship lors du Main Event, face à Edge, pour la seconde année consécutive.
Le dernier WrestleMania des années 2000, WrestleMania XXV, est organisé le 5 avril 2009 au Reliant Stadium de Houston, Texas. C'est le second WrestleMania à se dérouler au Texas après WrestleMania X-Seven. Lors de ce spectacle, Chris Jericho remporte un match handicap face à trois WWE Hall of Famers : Roddy Piper, Jimmy Snuka et Ricky Steamboat, match durant lequel Ric Flair et l'acteur Mickey Rourke font chacun une apparition. Le WWE Intercontinental Championship est défendu pour la première fois depuis WrestleMania X8 dans un match opposant Rey Mysterio, vainqueur du match et nouveau champion Intercontinental, à John « Bradshaw » Layfield, qui décide de mettre un terme à sa carrière à la suite de cette défaite. L'Undertaker gagne son duel épique contre Shawn Michaels, dans un match considéré à l'époque par la critique et les fans comme le meilleur match de l'histoire de WrestleMania[réf. nécessaire]. Plus tard lors du match, John Cena défait Edge et The Big Show pour être couronné nouveau World Heavyweight Champion. Le Main Event de la soirée voit Triple H garder son titre de la WWE face à Randy Orton.

## Années 2010

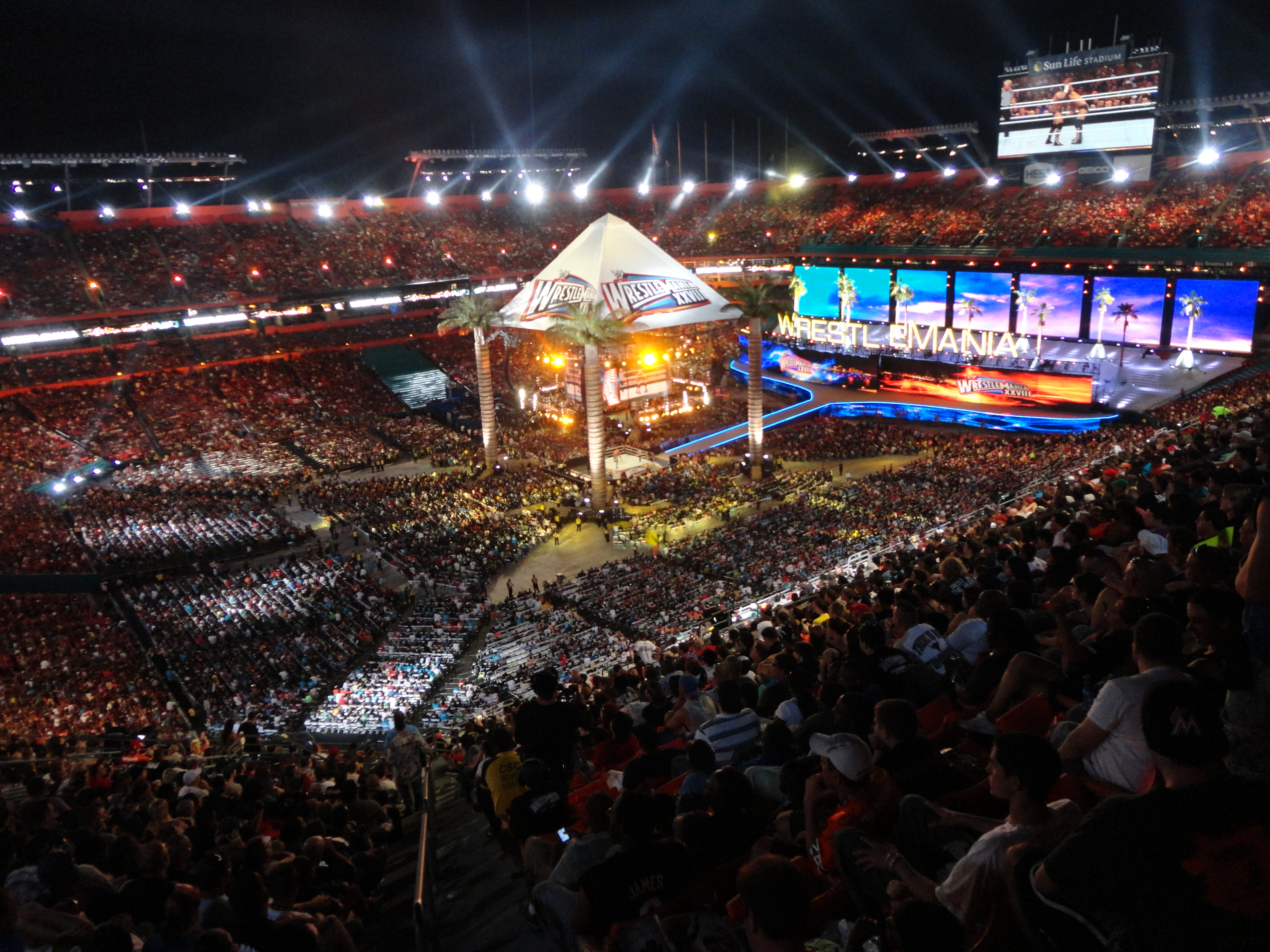
78363 spectateurs au Sun Life Stadium pour WrestleMania XXVIII.

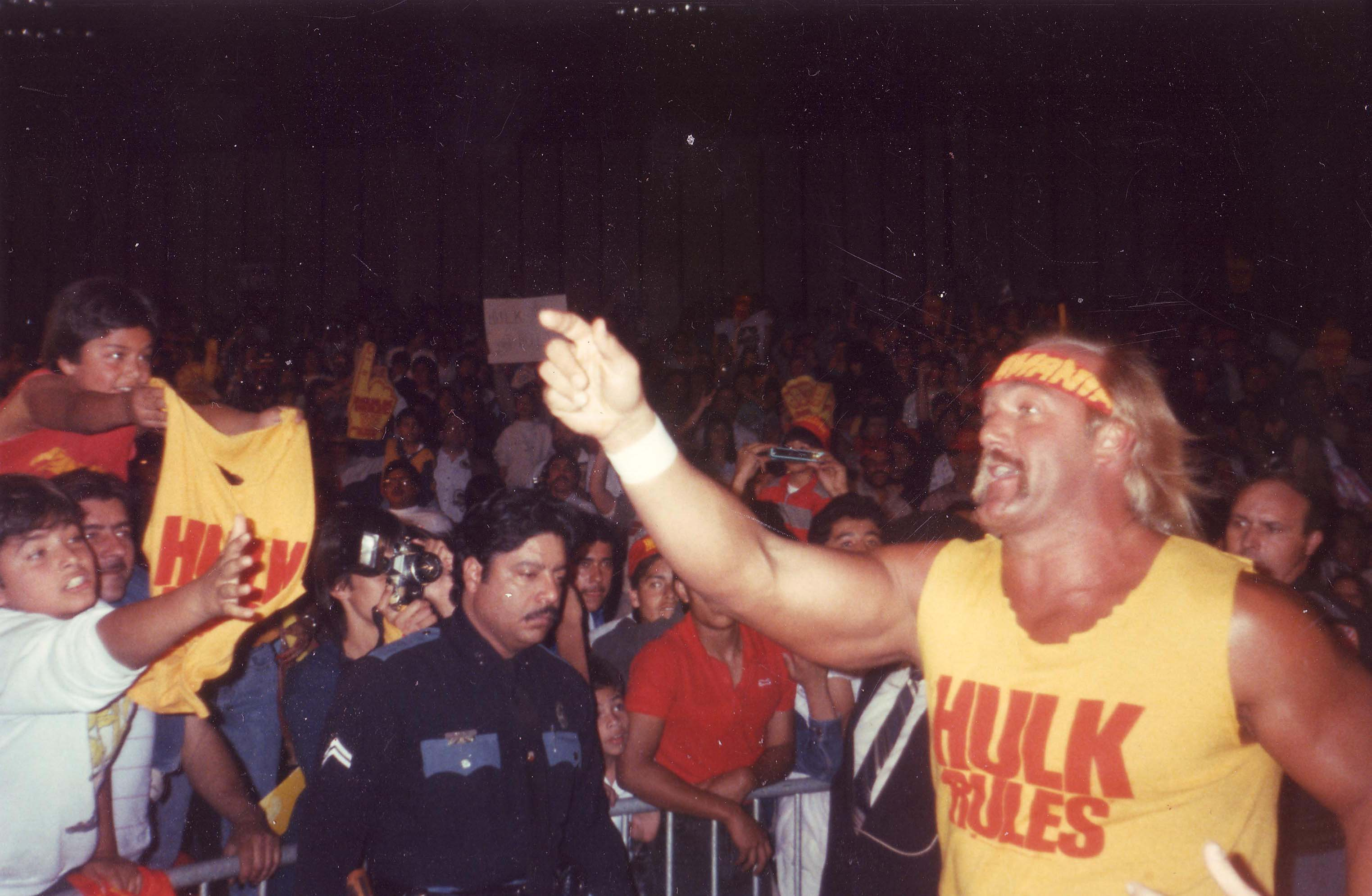
Hulk Hogan un des deux seuls catcheurs à avoir défendu avec succès le WWE Championship deux années consécutives durant un même règne.

WrestleMania XXVI se déroula le 28 mars 2010 à Glendale, en Arizona, dans l'University of Phoenix Stadium. Le spectacle s'engagea à ciel découvert, comme WrestleMania IX et WrestleMania XXIV. Lors de ce spectacle, Jack Swagger remporta la mallette dans le premier Money in the Bank Ladder Match composé de dix participants. John Cena, quant à lui, défit Batista pour le WWE Championship. Bret Hart prit sa revanche dans un No Holds Barred Match face à Vince McMahon, douze ans après le Montreal Screwjob. Chris Jericho battit Edge, devenant le quatrième heel de l'histoire à gagner un combat pour le titre à WrestleMania lors du World Heavyweight Championship match. Ce WrestleMania marqua la fin de la carrière de Shawn Michaels à la suite de sa défaite contre The Undertaker lors d'une revanche en mémoire de l'édition précédente, dans un combat sans disqualification « Streak vs. Career » désigné comme le Main Event. Ce dernier possède alors une série de dix-huit victoires contre zéro défaite. Ce combat remporte le Slammy Award du « moment de l'année » lors du Raw du 13 décembre 2010.
WrestleMania XXVII se déroula le 3 avril 2011 à Atlanta, Géorgie, au Georgia Dome. C'est le premier WrestleMania à avoir un guest host, en la personne de The Rock. C'est le dernier WrestleMania d'Edge, contraint à la retraite des rings en raison d'importantes blessures à la nuque, au cours duquel il dispute son dernier match à la WWE. Lors de sa confrontation face à Alberto Del Rio, il réussit la défense de sa ceinture de champion du monde poids-lourds. Également lors de ce spectacle, l'Undertaker bat Triple H dans un No Holds Barred Match pour porter sa série de victoires à 19. Cody Rhodes remporte son tout premier match en 1 contre 1 à WrestleMania face à Rey Mysterio. À noter aussi la victoire de Randy Orton sur CM Punk, et la participation de Stone Cold Steve Austin dans ce spectacle, occupant le poste d'arbitre spécial lors du match entre Jerry Lawler et Michael Cole, remporté par ce dernier grâce à une disqualification. Le Main Event vit la victoire de The Miz sur John Cena à la suite d'une intervention du guest host, The Rock, qui a attaqué John Cena.

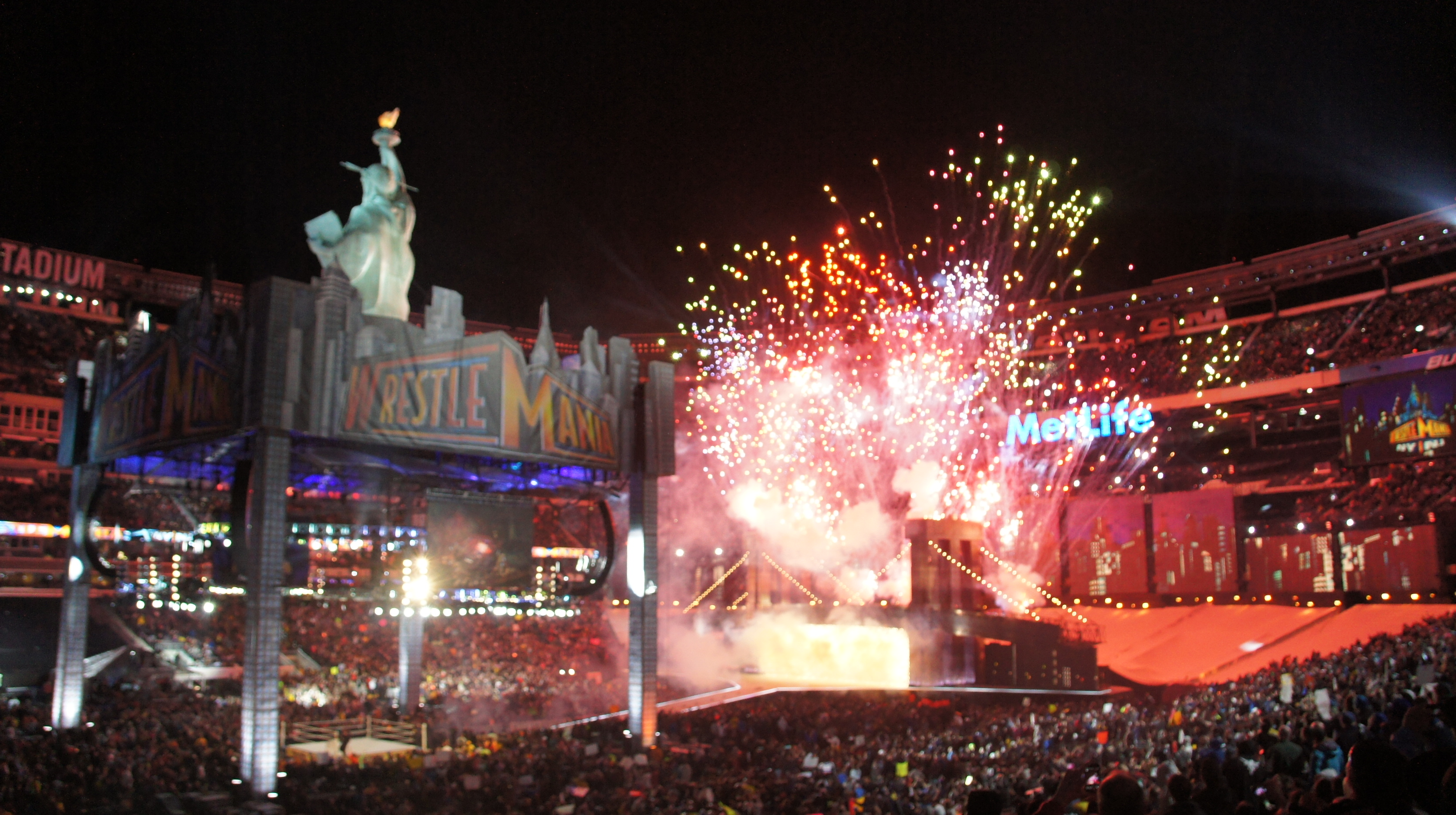
En 2013, 80676 spectateurs ont assisté à WrestleMania 29 au MetLife Stadium devenant ainsi le PPV de catch le plus rentable de toute l'histoire.

WrestleMania XXVIII a lieu le 1er avril 2012 au Sun Life Stadium de Miami en Floride. Pour la première fois pour cet événement, un match est prévu un an à l'avance : annoncé le lendemain de WrestleMania XXVII, lors du WWE Raw du 4 avril 2011, ce match oppose The Rock à John Cena. Daniel Bryan perd le World Heavyweight Championship contre Sheamus après seulement 18 secondes de combat, soit le 3e match le plus court de l'histoire du show. Kane défait Randy Orton dans un match standard. The Undertaker porte sa Streak à 20-0 en battant Triple H dans un Hell in a Cell Match arbitré par Shawn Michaels, ce match devient également le 3e match le plus long de l'histoire du show. Un tag team match oppose l'équipe de John Laurinaitis (David Otunga, Mark Henry, Drew McIntyre, Dolph Ziggler, Jack Swagger et The Miz) qui bat l'équipe de Theodore Long (Santino Marella, Kofi Kingston, R-Truth, Zack Ryder, The Great Khali et Booker T), offrant donc le poste de General Manager de Raw et SmackDown à John Laurinaitis. CM Punk conserve le WWE Championship face à Chris Jericho. Kelly Kelly et Maria Menounos, animatrice télé, défont Eve Torres et Beth Phoenix. The Big Show gagne son premier match en solo à WrestleMania contre Cody Rhodes pour remporter l'Intercontinental Championship et devenir le 24e WWE Triple Crown Champion et le 12e WWE Grand Slam Champion. Enfin, le Main Event de la soirée voit la victoire de The Rock sur John Cena, devenant du même coup le 5e match le plus long de l'histoire du show à ce jour.
WrestleMania 29 se déroula au MetLife Stadium, à East Rutherford, New Jersey, le 7 avril 2013. Dans le Main Event du show, The Rock perd la ceinture de la WWE au profit de John Cena, qui prend sa vengeance sur sa défaite lors de l'édition précédente. L'Undertaker bat CM Punk et rend hommage à son regretté manager Paul Bearer décédé lors de l'année, et porte sa Streak à 21-0.
Lors d'une conférence de presse la WWE a annoncé que WrestleMania XXX aura lieu au Mercedes-Benz Superdome à La Nouvelle-Orléans.
Des catcheurs ayant fait la renommée de la WWE comme The Rock, Hulk Hogan et Stone Cold Steve Austin ont fait leur apparition durant ce show. Cette édition fut marquée dans un premier temps par la victoire de Cesaro dans une bataille royale dédié à la mémoire d'André le Géant. Le fait majeur de ce WrestleMania fut la défaite de l'Undertaker face à Brock Lesnar, qui met fin à la Streak de l'Undertaker (21-1). Lors du Main Event, Daniel Bryan remporte le WWE World Heavyweight Championship face au vainqueur du Royal Rumble 2014 Dave Batista et le champion Randy Orton.
WrestleMania 31 se déroula au Levi's Stadium, à Santa Clara, Californie, le 29 mars 2015. Ce fut le deuxième WrestleMania qui accueillait la bataille royale dédié à la mémoire d'André le Géant alors remportée par Big Show. Quatre Main Event était organisés dans la soirée, le premier opposait Triple H face à Sting et fut remporté par Triple H. Le deuxième vit John Cena battre Rusev pour le titre des États-Unis. Le troisième opposait Bray Wyatt face à l'Undertaker qui fait son grand retour après sa défaite face à Brock Lesnar, pour une victoire du Deadman (22-1). Le dernier opposait le champion du monde poids lourds de la WWE Brock Lesnar face à Roman Reigns remporté par Seth Rollins qui encaissa sa mallette du Money in the Bank pour devenir le nouveau champion du monde poids lourds de la WWE.
WrestleMania 32 a eu lieu au AT&T Stadium à Dallas au Texas, le 3 avril 2016. Ce WrestleMania fut marqué par le nombre de spectateurs présents (101 721 personnes). Le show possède quatre Main Event, le premier était Brock Lesnar contre Dean Ambrose dans un No Holds Barred Street Match, remporté par Brock Lesnar. Le deuxième était un Triple Threat match pour le tout nouveau Women's Championship entre Charlotte Flair, Becky Lynch et Sasha Banks, remporté par la fille du Nature Boy. Le troisième était un Hell in a Cell match qui opposait The Undertaker et Shane McMahon, gagné par l'Undertaker. Le dernier était un match simple pour la WWE World Heavyweight Championship entre le champion Triple H et Roman Reigns,que ce dernier gagna.
WrestleMania 33 a eu lieu au Camping World Stadium à Orlando. Le Main Event de la soirée est un No Holds Barred Match opposant The Undertaker à Roman Reigns qui fut remporté par ce dernier. C’est la deuxième fois que l'Undertaker perd à WrestleMania après WrestleMania XXX. Durant le show, Brock Lesnar a battu Goldberg après deux défaites et est devenu le nouvel Universal Champion. Randy Orton, qui avait remporté le Royal Rumble 2017 quelques mois plus tôt, a battu Bray Wyatt, ce qui lui a permis de remporter pour la neuvième fois de sa carrière le WWE Championship. Le show a aussi marqué le retour des Hardy Boyz à la World Wrestling Entertainment, qui ont remporté le Raw Tag Team Championship dans un Fatal Four-Way Ladder Tag Team match initialement prévu sans eux.
WrestleMania 34 a eu lieu au Mercedes-Benz Superdome à La Nouvelle-Orléans, dans l'état de la Louisiane. Le Main Event de la soirée est un Match Simple Opposant Roman Reigns et Brock Lesnar étant le Champion Universel pour le championnat. Le match est fini par la victoire de Lesnar par Tombé. Durant le show Seth Rollins a battu Finn Bálor et The Miz et est devenu le nouvel Champion intercontinental et le 11e Grand Slam Champion. Le show a aussi marqué la victoire du WWE champion AJ Styles contre Shinsuke Nakamura qui a tourné heel après un low-blow sur AJ. Jinder Mahal est devenu le WWE United States Champion dans un Fatal Four-Way match contre Randy Orton,Bobby Roode et Rusev.Charlotte Flair a battu Asuka dans un match pour le WWE SmackDown Women's Championship, ainsi sa série d'invincibilté est brisée. Nia Jax a battu Alexa Bliss pour le WWE Raw Women's Championship. l'Undertaker fait son grand retour depuis sa défaite face à Roman Reigns, en battant John Cena en seulement 3 minutes. Shane McMahon et Daniel Bryan ont battu Kevin Owens et Sami Zayn et ces derniers ont été définitivement renvoyés de Smackdown Live. Kurt Angle et Ronda Rousey ont battu Triple H et Stephanie McMahon par soumission. Braun Strowman et un enfant du public nommé Nicholas ont remporté le Raw Tag Team Championship contre The Bar.
WrestleMania 35 a eu lieu au MetLife Stadium à East Rutherford. Le Main Event sera un Triple Threat Match opposant Becky Lynch contre Charlotte Flair et Ronda Rousey, ce match fut remporté par Becky Lynch. Durant le match, Samoa Joe a battu Rey Mysterio pour le United States Championship. Ce WrestleMania marquant la première victoire de Kofi Kingston en remportant le WWE Championship face à Daniel Bryan. Ce WrestleMania fut le dernier match de Kurt Angle en perdant face à Baron Corbin et le dernier match de Batista en perdant également face à Triple H. Seth Rollins a battu Brock Lesnar pour le Universal Champion. C'est la première fois en 19 ans que The Undertaker ne participe pas à cette édition.

## Années 2020
WrestleMania 36 a eu lieu au WWE Performance Center à Orlando. Le Main Event de la nuit 1, opposant The Undertaker et AJ Styles dans un Boneyard Match. Ce WrestleMania fut le dernier match de l'Undertaker et le main event de la nuit 2, opposant Brock Lesnar et Drew McIntyre pour le WWE Championship.
WrestleMania 37 a eu lieu au Raymond James Stadium à Tampa. Le Main Event de la nuit 1, opposant Sasha Banks et Bianca Belair pour le WWE SmackDown Women's Championship et le main event de la nuit 2, opposant Roman Reigns, Edge et Daniel Bryan dans un Triple Threat Match pour le WWE Universal Championship.
WrestleMania 38 a eu lieu au AT&T Stadium à Dallas. Le Main Event de la nuit 1, opposant Kevin Owens et Stone Cold Steve Austin. Ce WrestleMania fut le premier match de Stone Cold Steve Austin en 19 ans et le main event de la nuit 2, opposant Roman Reigns et Brock Lesnar pour le WWE Championship et WWE Universal Championship dans un Winner Take All Match.
WrestleMania 39 a eu lieu au SoFi Stadium à Inglewood. Le Main Event de la nuit 1, opposant Kevin Owens & Sami Zayn contre les Usos pour l'Undisputed WWE Tag Team Championship et le main event de la nuit 2, opposant Roman Reigns et Cody Rhodes pour l'Undisputed WWE Universal Championship.
WrestleMania XL a eu lieu au Lincoln Financial Field à Philadelphie. Le Main Event de la nuit 1, opposant Cody Rhodes & Seth "Freakin" Rollins contre Roman Reigns & The Rock et le main event de la nuit 2, opposant Roman Reigns contre Cody Rhodes pour l'Undisputed WWE Universal Championship dans un Bloodline Rules Match.

## Organisation
WrestleMania est centré autour des Main Event (Matches Vedette) qui mettent en jeu le WWE Championship et, depuis WrestleMania 33, également le WWE Universal Championship. L'ECW World Championship a été défendu une seule et unique fois, lors de WrestleMania XXIV. Le spectacle se compose entre autres de matches pour d'autres titres, par exemple l'Intercontinental Championship ou bien de matchs qui comptent dans une feud, et souvent les terminent, en raison de la nature de l'évènement.
Depuis 1993, le vainqueur du Royal Rumble, un Battle Royale de 30 catcheurs ayant lieu deux mois auparavant, reçoit un match de championnat face au champion de la WWE à WrestleMania. Avec l'introduction du World Heavyweight Championship à la suite du rachat de la WCW en 2002, le vainqueur du Royal Rumble a le choix entre la ceinture WWE ou la ceinture World Heavyweight pour le match de championnat. Mais il a également une troisième option, lorsque la ECW est de retour en tant que brand ; toutefois, cette option est retirée en 2010 lors de la disparition de la ECW, bien que le gagnant du Royal Rumble ait toujours choisi le WWE Championship ou le World Heavyweight Championship pour son match.
Lors de WrestleMania 21, on voit l'apparition d'un nouveau type de match, le Money in the Bank Ladder match, un match à échelle comptant 6 à 10 participants selon des années. Le lutteur qui arrive à décrocher la mallette accrochée 4 mètres au-dessus du ring gagne un contrat garantissant un match de championnat pour le titre de son choix, au lieu et au moment désiré par le vainqueur, et ceci est valable pendant une année, le WrestleMania suivant inclus. Depuis WrestleMania XXVII, ce match n'est plus disputé lors de l'évènement, la WWE lui ayant préféré un pay per view spécial crée pour l'occasion et clôturant le mois de juillet.

## Commentateurs

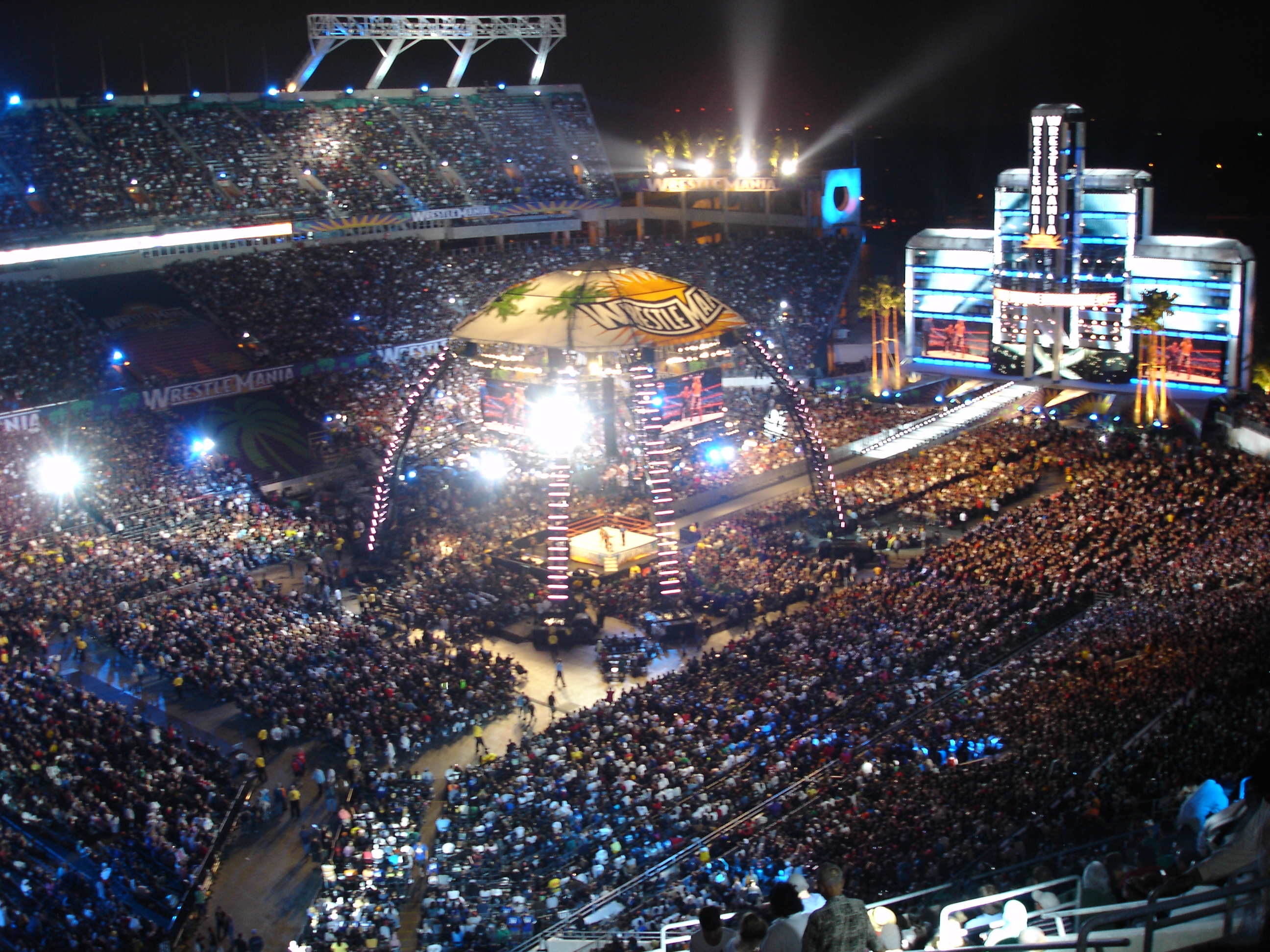
74 635 fans au Citrus Bowl pour le WrestleMania XXIV.

Lors des six premiers WrestleMania, Gorilla Monsoon et Jesse Ventura sont associés en tant que commentateur (excepté pour WrestleMania 2), le spectacle s'étant déroulé dans trois endroits différents en même temps, Monsoon le commentant à Rosemont (Illinois) avec Cathy Lee Crosby et Gene Okerlund, Vince McMahon commentant à New York avec Susan Saint James et Jesse Ventura commentant à Los Angeles avec Alfred Hayes et Cassandra Peterson (surnommée Elvira). Lors de WrestleMania IV, le duo composé de Jesse Ventura et Gorilla Monsoon est rejoint par Bob Uecker lors d'un seul et unique match, la Bataille Royale du début du spectacle. Puis, pour WrestleMania VII et WrestleMania VIII, Gorilla Monsoon et Bobby Heenan deviennent commentateurs. À WrestleMania IX, les commentateurs changent et c'est un trio qui se charge de l'animation, composé de Jim Ross, de Bobby Heenan, et de Randy Savage. Pour WrestleMania X, WrestleMania XI, et WrestleMania XII, un nouveau duo est formé, Vince McMahon commente avec Jerry Lawler.
C'est lors de WrestleMania 13 que Jim Ross fait son retour en tant que commentateur à WrestleMania, quatre ans après son dernier WrestleMania commenté. Il accompagne le duo Lawler - McMahon, déjà établi depuis WrestleMania X. Ils sont rejoints à la table des commentateurs par deux catcheurs, The Honky Tonk Man commentant le match pour le titre Intercontinental, et Shawn Michaels commentant le main event. Il s'agit du dernier WrestleMania commenté pour Vince McMahon. C'est aussi le premier WrestleMania à avoir accueilli un duo de commentateurs Français au bord du ring: Jean Brassard et Raymond Rougeau. Lors de WrestleMania XIV, on revient à un duo, formé par Jerry Lawler et Jim Ross, pour les commentaires. WrestleMania XV est le tout premier WrestleMania commenté par Michael Cole, aux côtés de Lawler. Ils sont cependant rejoints par Jim Ross pour commenter le main event. À WrestleMania 2000, le duo Lawler - Ross est reformé pour commenter le spectacle. Mais à WrestleMania X-Seven, Lawler est remplacé par Paul Heyman à la suite de son départ ; c'est le premier WrestleMania à ne pas comporter Jerry "The King" Lawler en tant que commentateur depuis WrestleMania IX. Cependant, après le retour de Lawler dans la fédération, la paire Ross/Lawler est de nouveau sur le devant de la scène pour WrestleMania X8.
L'année 2003 est marquée par le Brand Extension, le duo Lawler - Ross commentant pour Raw, tandis que le duo composé de Tazz et Michael Cole commentant pour SmackDown!, lors de WrestleMania XIX. Ces duos sont reconduits jusqu'à WrestleMania 22. L'ajout de la ECW en tant que nouvelle émission rajoute un nouveau duo pour les commentaires à WrestleMania 23, Joey Styles et Tazz commentant pour la ECW, John Bradshaw Layfield prend la place de Tazz dans le duo de commentateurs de SmackDown!, qu'il forme avec Michael Cole, tandis que le duo commentant pour RAW est reconduit (Lawler et Ross). Pour WrestleMania XXIV, il n'y a qu'un changement, dans le duo de commentateurs de SmackDown!, John Bradshaw Layfield cède sa place à Jonathan Coachman, les deux autres duos n'ayant subi aucun changement.
WrestleMania XXV retrouve un trio de commentateurs formé de Lawler, Ross et Cole. Mais c'est lors de WrestleMania XXVI que le plus gros changement est effectué : Jim Ross ne commente pas ce WrestleMania, à la suite de sa paralysie faciale qui l'écarte de la fédération pendant un long moment. C'est la première fois depuis WrestleMania XIII que Jim Ross ne commente pas le spectacle. Finalement, le trio qui commente WrestleMania XXVI est composé de Jerry Lawler, Michael Cole et de Matt Striker. Lors des WrestleMania XXX, WrestleMania 31 et WrestleMania 32, les commentateurs français Christophe Agius et Philippe Chéreau étaient présents au bord du ring. Ce sont les deuxième, troisième et quatrième fois que des commentateurs français commentent autour du ring.
Le duo ayant eu le plus de longévité est formé par Jim Ross et Jerry Lawler, qui ont été amenés à commenter ensemble WrestleMania à treize reprises (en comptant les fois où il y avait une personne avec eux pour former un trio). À eux deux, ils représentent 18 WrestleMania commentés, dont 13 en duo (ou trio pour certaines éditions).

## Investissement des célébrités
Au fil des années, WrestleMania a vu de nombreuses apparitions de célébrités, ces dernières ayant eu des niveaux d'investissement différents.

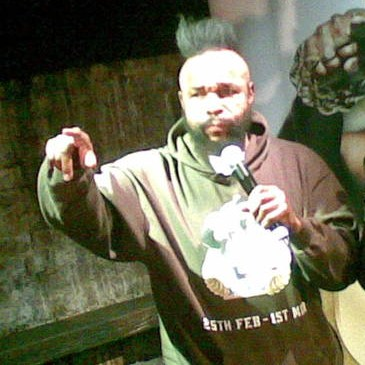
Mister T. participe à deux matchs à WrestleMania, lors de la 1re et de la 2e édition.

Le Main Event du tout premier WrestleMania comporte de nombreuses célébrités. L'annonceur de ring est un ancien manager de l'équipe des Yankees de New York, Billy Martin, le chronométreur est Liberace, et le special enforcer est Mohamed Ali, tandis que Mister T. participe au Main Event en tant que coéquipier d'Hulk Hogan.
Mike Tyson apparait à WrestleMania XIV en tant que special guest enforcer lors du match de championnat WWF entre Shawn Michaels et Stone Cold Steve Austin. Tyson fait le compte de trois et permet à Austin de remporter le titre.
Certaines célébrités ont accompagné des catcheurs sur le ring, comme Cyndi Lauper (pour Wendi Richter), Ozzy Osbourne (pour les British Bulldogs Davey Boy Smith et le Dynamite Kid), Ice-T (pour The Godfather et D'Lo Brown), Alice Cooper (pour Jake "The Snake" Roberts), Pamela Anderson (pour Diesel), et Jenny McCarthy (pour Shawn Michaels). Lors de WrestleMania 23, Donald Trump fait sa 5e apparition à WrestleMania lorsqu'il est le manager de Bobby Lashley pour son match face à Umaga (ce dernier managé par Vince McMahon), où le manager perdant devait se faire raser le crâne.
WrestleMania est aussi le théâtre de nombreuses performances en live. Ray Charles, Aretha Franklin, Gladys Knight, Robert Goulet, Willie Nelson, Reba McEntire, Little Richard, The DX Band, Boyz II Men, Ashanti,Boys Choir of Harlem, Michelle Williams, John Legend, Nicole Scherzinger, et Fantasia Barrino ont tous chanté America The Beautiful avant le spectacle (excepté pour Goulet, qui a chanté « Ô Canada » à WrestleMania VI). Certains groupes ou artistes comme Motörhead, Limp Bizkit, Saliva, The DX Band, Run–D.M.C., Salt-N-Pepa, Ice-T, Drowning Pool et P.O.D. ont également joué la musique d'entrée de certains catcheurs en live. Triple H a vu son thème d'entrée joué quatre fois en live, par The DX Band, Motörhead (deux fois) et Drowning Pool.
Par moments, les célébrités ont parfois participé aux matches. L'un des trois Main Event à WrestleMania 2 est une Bataille Royale à 20 catcheurs opposant plusieurs superstars de la National Football League (NFL) à plusieurs catcheurs, dont le vainqueur final, André le Géant. Lawrence Taylor affronte Bam Bam Bigelow dans un match stadard, match remporté par le joueur de la NFL après une descente de l'avant-bras de la seconde corde.
Mr. T a pris part, quant à lui, à deux matches : le premier lors du premier WrestleMania où il fait équipe avec Hulk Hogan face à Roddy Piper et Paul Orndorff, suivi d'un match de boxe face à Roddy Piper. Mr. T a remporté les deux matchs, le second par disqualification de son adversaire. Le boxeur professionnel Butterbean affronte Bart Gunn dans un « Brawl for All Boxing match » à WrestleMania XV. Buterbean met Gunn KO au bout de 23 secondes de combat. The Big Show prend part à un Sumo contest contre le champion de sumo Tarō Akebono lors de WrestleMania 21. Plus récemment, le Big Show a affronté le boxeur professionnel poids welters, Floyd "Money" Mayweather, dans un match de catch lors de WrestleMania XXIV.
À WrestleMania XIV, WrestleMania XV, et WrestleMania 2000, Pete Rose participe à une courte feud face à Kane ayant à chaque fois pour fin Rose recevant un Chokeslam ou un Tombstone Piledriver de la part de Kane,,.
Pete Rose et William "The refrigerator" Perry (qui a participé à la bataille royale de WrestleMania 2) ont été introduits au WWE Hall of Fame.
Lors de WrestleMania XXV, Mickey Rourke assiste au spectacle en tant que spectateur lors du handicap elimination match opposant Chris Jericho à trois légendes de la WWE. Après la victoire de Jericho, Rourke est appelé sur le ring par Jericho. Rourke lui assène un crochet du gauche directement dans sa mâchoire. Le spectacle comporte entre autres un mini-concert de Kid Rock, qui joue plusieurs chansons de son répertoire.

## WrestleMania Axxess
En 1999, la World Wrestling Federation tient son premier samedi pré-WrestleMania ; l'événement a lieu le 27 mars 1999. Il est connu sous le nom de « WrestleMania Rage Party » et est diffusé en live sur le réseau USA Network de 22 heures à 23 heures. Il se déroule au Pennsylvania Convention Center. L'idée de départ est : « ... to celebrate the final WrestleMania of the millenium... » (« pour célébrer le dernier WrestleMania du millénaire »),.
L'année suivante, la WWF organise le premier WrestleMania Axxess en l'Anaheim Convention Center, développant l'idée de fête du WrestleMania Rage Party. Il inclut des signatures d'autographes et d'autres activités, dont certaines ayant un rapport avec le WWE Hall of Fame. Il y a aussi une activité qui permet aux fans d'entrer sur un ring de catch, ou de s'imaginer commentateur d'un match de catch. En 2001, WrestleMania Axxess se déroule au Reliant Hall où de nombreuses nouvelles activités font leur apparition, les visiteurs pouvant acheter des produits dérivés, ou bien voir des véhicules de la WWE. En 2002, WrestleMania Axxess est étendu sur 3 journées, du 14 mars 2002 au 16 mars 2002, et organisé lors du Canadian National Exhibition. Il inclut plusieurs séances d'autographes, ainsi que des sessions de questions - réponses avec les catcheurs de la WWF,.

## Historique deWrestleMania
| Événement                                                                     | Ville                           | Lieu                              | Main event | Spectateurs |
| ----------------------------------------------------------------------------- | ------------------------------- | --------------------------------- | --- | ----------- |
| WrestleMania I 31 mars 1985                                                   | New York (New York)             | Madison Square Garden             | Hulk Hogan et Mister. T contre Roddy Piper et Paul Orndorff | 19 121      |
| WrestleMania 2 7 avril 1986                                                   | Los Angeles (Californie)        | Los Angeles Memorial Sports Arena | Hulk Hogan (c) contre King Kong Bundy dans un Steel Cage match pour le Championnat de la WWF                                                                         | 14 500      |
| WrestleMania 2 7 avril 1986                                                   | Rosemont (Illinois)             | Rosemont Horizon                  | Davey Boy Smith et Dynamite Kid contre Greg Valentine et Brutus Beefcake pour le Championnat du monde par équipes de la WWF                                          | 9 000       |
| WrestleMania 2 7 avril 1986                                                   | Uniondale (New York)            | Nassau Veterans Memorial Coliseum | Mister T. contre Roddy Piper dans un match de boxe | 16 585      |
| WrestleMania III 29 mars 1987                                                 | Pontiac (Michigan)              | Pontiac Silverdome                | Hulk Hogan (c) contre André The Giant pour le Championnat de la WWF                                                                                                  | 93 173      |
| WrestleMania IV 27 mars 1988                                                  | Atlantic City (New Jersey)      | Atlantic City Convention Hall     | Ted Dibiase contre Randy Savage pour déterminer le nouveau Champion de la WWF (finale d'un tournoi)                                                                  | 19 119      |
| WrestleMania V 2 avril 1989                                                   | Atlantic City (New Jersey)      | Atlantic City Convention Hall     | Randy Savage (c) contre Hulk Hogan pour le Championnat de la WWF | 20 369      |
| WrestleMania VI 1er avril 1990                                                | Toronto (Ontario) Canada        | Skydome                           | Hulk Hogan (WWF) contre The Ultimate Warrior (IC) pour les Championnats de la WWF et Intercontinental                                                                | 67 678      |
| WrestleMania VII 24 mars 1991                                                 | Los Angeles (Californie)        | Los Angeles Memorial Sports Arena | Sgt. Slaughter (c) contre Hulk Hogan pour le Championnat de la WWF                                                                                                   | 16 158      |
| WrestleMania VIII 5 avril 1992                                                | Indianapolis (Indiana)          | Hoosier Dome                      | Hulk Hogan contre Sid Justice | 62 167      |
| WrestleMania IX 4 avril 1993                                                  | Las Vegas (Nevada)              | Caesars Palace                    | Bret Hart (c) contre Yokozuna pour le Championnat de la WWF Yokozuna (c) contre Hulk Hogan pour le Championnat de la WWF                                             | 16 891      |
| WrestleMania X 20 mars 1994                                                   | New York (New York)             | Madison Square Garden             | Yokozuna (c) contre Bret Hart pour le Championnat de la WWF | 19 444      |
| WrestleMania XI 2 avril 1995                                                  | Hartford (Connecticut)          | Hartford Civic Center             | Lawrence Taylor contre Bam Bam Bigelow | 16 305      |
| WrestleMania XII 31 mars 1996                                                 | Anaheim (Californie)            | Arrowhead Pond                    | Bret Hart (c) contre Shawn Michaels dans un Iron Man match de 60 minutes pour le Championnat de la WWF                                                               | 18 853      |
| WrestleMania 13 23 mars 1997                                                  | Chicago (Illinois)              | Rosemont Horizon                  | Sycho Sid (c) contre The Undertaker dans un No Disqualification match pour le Championnat de la WWF                                                                  | 18 211      |
| WrestleMania XIV 29 mars 1998                                                 | Boston (Massachusetts)          | Centre Fleet Banque               | Shawn Michaels (c) contre Steve Austin pour le Championnat de la WWF                                                                                                 | 19 028      |
| WrestleMania XV 28 mars 1999                                                  | Philadelphie (Pennsylvanie)     | Centre First Union                | The Rock (c) contre Steve Austin dans un No Disqualification match pour le Championnat de la WWF                                                                     | 19 514      |
| WrestleMania 2000 2 avril 2000                                                | Anaheim (Californie)            | Arrowhead Pond                    | Triple H (c) contre Mick Foley contre Big Show contre The Rock dans un Fatal 4 Way Elimination match pour le Championnat de la WWF                                   | 18 742      |
| WrestleMania X-Seven 1er avril 2001                                           | Houston (Texas)                 | Reliant Astrodome                 | The Rock (c) contre Steve Austin dans un No Disqualification match pour le Championnat de la WWF                                                                     | 67 925      |
| WrestleMania X8 17 mars 2002                                                  | Toronto (Ontario) Canada        | SkyDome                           | Chris Jericho (c) contre Triple H pour le Championnat Incontesté de la WWF                                                                                           | 68 237      |
| WrestleMania XIX 30 mars 2003                                                 | Seattle (Washington)            | Safeco Field                      | Kurt Angle (c) contre Brock Lesnar pour le Championnat de la WWE | 54 097      |
| WrestleMania XX 14 mars 2004                                                  | New York (New York)             | Madison Square Garden             | Triple H (c) contre Chris Benoit contre Shawn Michaels dans un Triple Threat match pour le Championnat du Monde poids-lourds                                         | 20 000      |
| WrestleMania 21 3 avril 2005                                                  | Los Angeles (Californie)        | Centre Staples                    | Triple H (c) contre Batista pour le Championnat du Monde poids-lourds                                                                                                | 20 193      |
| WrestleMania 22 2 avril 2006                                                  | Chicago (Illinois)              | Allstate Arena                    | John Cena (c) contre Triple H pour le Championnat de la WWE | 17 159      |
| WrestleMania 23 1er avril 2007                                                | Détroit (Michigan)              | Ford Field                        | John Cena (c) contre Shawn Michaels pour le Championnat de la WWE | 80 103      |
| WrestleMania XXIV 30 mars 2008                                                | Orlando (Floride)               | Citrus Bowl                       | Edge (c) contre The Undertaker pour le Championnat du Monde poids-lourds                                                                                             | 74 635      |
| WrestleMania 25 5 avril 2009                                                  | Houston (Texas)                 | Stade Reliant                     | Triple H (c) contre Randy Orton pour le Championnat de la WWE | 72 444      |
| WrestleMania XXVI 28 mars 2010                                                | Phoenix (Arizona)               | Stade Universade de Phoenix       | The Undertaker contre Shawn Michaels dans un Streak contre Career match (sans disqualification ni décompte à l'extérieur)                                            | 72 219      |
| WrestleMania XXVII 3 avril 2011                                               | Atlanta (Géorgie)               | Georgia Dome                      | The Miz (c) contre John Cena pour le Championnat de la WWE | 71 617      |
| WrestleMania XXVIII 1er avril 2012                                            | Miami (Floride)                 | Stade Sun Life                    | John Cena contre The Rock | 78 364      |
| WrestleMania 29 7 avril 2013                                                  | East Rutherford (New Jersey)    | Stade MetLife                     | The Rock (c) contre John Cena pour le Championnat de la WWE | 80 676      |
| WrestleMania XXX 6 avril 2014                                                 | La Nouvelle-Orléans (Louisiane) | Mercedes-Benz Superdome           | Randy Orton (c) contre Batista contre Daniel Bryan pour le Championnat du monde poids lourds de la WWE dans un Triple Threat match                                   | 75 167      |
| WrestleMania 31 29 mars 2015                                                  | Santa Clara (Californie)        | Stade Levi's                      | Brock Lesnar (c) contre Roman Reigns contre Seth Rollins pour le Championnat du monde poids lourds de la WWE                                                         | 76 976      |
| WrestleMania 32 3 avril 2016                                                  | Arlington (Texas)               | Stade AT&T                        | Triple H (c) contre Roman Reigns pour le Championnat du monde poids lourds de la WWE                                                                                 | 101 763     |
| WrestleMania 33 2 avril 2017                                                  | Orlando (Floride)               | Stade Camping World               | The Undertaker contre Roman Reigns dans un No Holds Barred match | 75 246      |
| WrestleMania 34 8 avril 2018                                                  | La Nouvelle-Orléans (Louisiane) | Mercedes-Benz Superdome           | Brock Lesnar (c) contre Roman Reigns pour le Championnat Universel de la WWE                                                                                         | 78 133      |
| WrestleMania 35 7 avril 2019                                                  | East Rutherford (New Jersey)    | Stade MetLife                     | Ronda Rousey (RAW) contre Becky Lynch contre Charlotte Flair (SD) pour les Championnat féminin de Raw & Championnat féminin de SmackDown dans un Triple Threat match | 82 265      |
| WrestleMania 36 25 et 26 mars 2020                                            | Orlando (Floride)               | WWE Performance Center            | The Undertaker contre AJ Styles dans un Boneyard match | 0           |
| WrestleMania 36 25 et 26 mars 2020                                            | Orlando (Floride)               | WWE Performance Center            | Brock Lesnar (c) contre Drew McIntyre pour le Championnat de la WWE                                                                                                  | 0           |
| WrestleMania 37 10 et 11 avril 2021                                           | Tampa (Floride)                 | Stade Raymond James               | Sasha Banks (c) contre Bianca Belair pour le Championnat féminin de SmackDown                                                                                        | 25 675      |
| WrestleMania 37 10 et 11 avril 2021                                           | Tampa (Floride)                 | Stade Raymond James               | Roman Reigns (c) contre Edge contre Daniel Bryan pour le Championnat Universel de la WWE dans un Triple Threat match                                                 | 25 675      |
| WrestleMania 38 2 et 3 avril 2022                                             | Arlington (Texas)               | Stade AT&T                        | Kevin Owens contre Stone Cold Steve Austin dans un No Holds Barred match                                                                                             | 77 899      |
| WrestleMania 38 2 et 3 avril 2022                                             | Arlington (Texas)               | Stade AT&T                        | Brock Lesnar (WWE) contre Roman Reigns (Universel) pour les Championnat de la WWE & Championnat Universel de la WWE                                                  | 78 453      |
| WrestleMania 39 1 et 2 avril 2023                                             | Inglewood (Californie)          | Stade SoFi                        | The Usos (c) contre Kevin Owens et Sami Zayn pour les Championnats incontestés par équipe de la WWE                                                                  | 80 497      |
| WrestleMania 39 1 et 2 avril 2023                                             | Inglewood (Californie)          | Stade SoFi                        | Roman Reigns (c) contre Cody Rhodes pour le Championnat Universel Incontesté de la WWE                                                                               | 81 395      |
| WrestleMania XL 6 et 7 avril 2024                                             | Philadelphie (Pennsylvanie)     | Lincoln Financial Field           | Cody Rhodes et Seth "Freakin" Rollins contre The Bloodline (Roman Reigns et The Rock)                                                                                | 72 543      |
| WrestleMania XL 6 et 7 avril 2024                                             | Philadelphie (Pennsylvanie)     | Lincoln Financial Field           | Roman Reigns (c) contre Cody Rhodes pour le Championnat Universel Incontesté de la WWE                                                                               | 72 755      |
| WrestleMania 41 19 et 20 avril 2025                                           | Paradise (Nevada)               | Stade Allegiant                   | Seth Rollins contre Roman Reigns contre CM Punk | 61 467      |
| WrestleMania 41 19 et 20 avril 2025                                           | Paradise (Nevada)               | Stade Allegiant                   | Cody Rhodes (c) contre John Cena pour le Championnat Incontesté de la WWE                                                                                            | 63 226      |
| WrestleMania 42 11 et 12 avril 2026                                           | Paradise (Nevada)               | Stade Allegiant                   | |             |
|                                                                               | Paradise (Nevada)               | Stade Allegiant                   | |             |
| (c) – désigne le(s) champion(s) défendant son/leurs titre(s) pendant le match |                                 |                                   | |             |

## Statistiques
- Record d'affluence
  - WrestleMania 32 (101 763 spectateurs au Stade AT&T, Arlington, Texas)
  - WrestleMania III (93 173 spectateurs au Pontiac Silverdome, Détroit, Michigan)
  - WrestleMania 35 (82 265 spectateurs au Stade MetLife, East Rutherford, New Jersey)
  - WrestleMania 39 (nuit 2) (81 395 spectateurs au Stade SoFi, Inglewood, Californie)
  - WrestleMania 39 (nuit 1) (80 497 spectateurs au Stade SoFi, Inglewood, Californie)
  - WrestleMania 29 (80 676 spectateurs au Stade MetLife, East Rutherford, New Jersey)
  - WrestleMania 23 (80 103 spectateurs au Ford Field, Détroit, Michigan)
  - WrestleMania 38 (nuit 2) (78 453 spectateurs au Stade AT&T, Arlington, Texas)
  - WrestleMania XXVIII (78 364 spectateurs au Stade Sun Life, Miami, Floride)
  - WrestleMania 34 (78 133 spectateurs au Mercedes-Benz Superdome, La Nouvelle-Orléans, Louisiane)
  - WrestleMania 38 (nuit 1) (77 899 spectateurs au Stade AT&T, Arlington, Texas)
  - WrestleMania 31 (76 976 spectateurs au Stade Levi's, Santa Clara, Californie)
  - WrestleMania 33 (75 246 spectateurs au Stade Camping World, Orlando, Floride)
  - WrestleMania XXX (75 167 spectateurs au Mercedes-Benz Superdome, La Nouvelle-Orléans, Louisiane)

- Plus grand nombre de participations
  - The Undertaker (27) (1991-1993, 1995-1999, 2001-2018, 2020)
  - Triple H (23) (1996-2006, 2008-2019)
  - Kane (21) (1998-2016, 2018 (dont 2 participations en 2008))
  - Randy Orton (20) (2004-2015, 2017-2022, 2024-2025)
  - Shawn Michaels (17) (1989-1996, 1998, 2003-2010)
  - Big Show (17) (1999-2001, 2003-2006, 2008-2017)
  - The Miz (17) (2008-2019, 2021-2024 (dont 2 participations en 2023))
  - John Cena (17) (2004-2015, 2017-2018, 2020, 2023, 2025)
  - Kofi Kingston (16) (2008-2012, 2014-2016, 2018-2022, 2024-2025 (dont 2 participations en 2015))

- Plus grand nombre de victoires
  - The Undertaker (25) (1991-1993, 1995-1999, 2001-2013, 2015-2016, 2018, 2020)
  - John Cena (11) (2004-2007 2009-2010, 2013-2015, 2017, 2025)
  - Triple H (10) (1997-1998, 2000, 2002-2003, 2009-2010, 2013, 2015, 2019)
  - Kane (9) (1999-2001, 2006, 2008, 2011-2013 (dont 2 victoires en 2008))
  - Edge (9) (2000-2002, 2005-2006, 2011, 2020, 2022-2023)
  - Roman Reigns (9) (2013-2014, 2016-2017, 2019, 2021-2024)
  - Randy Orton (9) (2004, 2008, 2010-2011, 2015, 2017, 2021-2022, 2025)
  - Hulk Hogan (8) (1985-1987, 1989, 1991-1993, 2003)
  - Bret Hart (8) (1988-1990, 1992, 1994-1995, 1997, 2010)
  - Seth Rollins (8) (2013-2015, 2017-2019, 2023, 2025)

- Le plus grand nombre de Maint-Event
  - Roman Reigns (10) (2015-2018, 2021-2025 (dont 2 Main Event en 2024))
  - Hulk Hogan (8) (1985-1987, 1989-1993)
  - Triple H (7) (2000, 2002, 2004-2006, 2009, 2016)
  - The Rock (6) (1999-2001, 2012-2013, 2024)
  - John Cena (6) (2006-2007, 2011-2013, 2025)
  - Shawn Michaels (5) (1996, 1998, 2004, 2007, 2010)
  - The Undertaker (5) (1997, 2008, 2010, 2017, 2020)
  - Brock Lesnar (5) (2003, 2015, 2018, 2020, 2022)

## Vidéos et médias
Au fur et à mesure des années, plusieurs cassettes vidéo (VHS) et DVD ont été réalisés au sujet de WrestleMania.
- En 1994, une cassette vidéo intitulée The History of WrestleMania I-IXa été éditée, puis rééditée en format DVD en 2004.
- En 1997, un coffret de 13 cassettes VHS comprenant les 13 premiers WrestleMania a été édité.
- En 1998, un coffret de 14 cassettes VHS intitulé WrestleMania: The Legacy comprenant les 14 premiers WrestleMania a été édité. En 1999, il est réédité afin d'y incorporer WrestleMania XV[62].
- En 2005, un coffret de 21 DVD intitulé WrestleMania: The Complete Anthology comprenant les 21 premiers WrestleMania 1 à 21 a été édité. Il est réédité en 2006 afin d'y incorporer WrestleMania 22.
- En 2007, pour commémorer la 20e édition du show, la WWE réalise un DVD spécial Championship Edition de WrestleMania III[63].
- En 2011, sort le DVD The True Story Of Wrestlemania qui contient 3 disques, comprenant un documentaire sur les coulisses et l'histoire de chaque édition